# ربیع‌الثانی

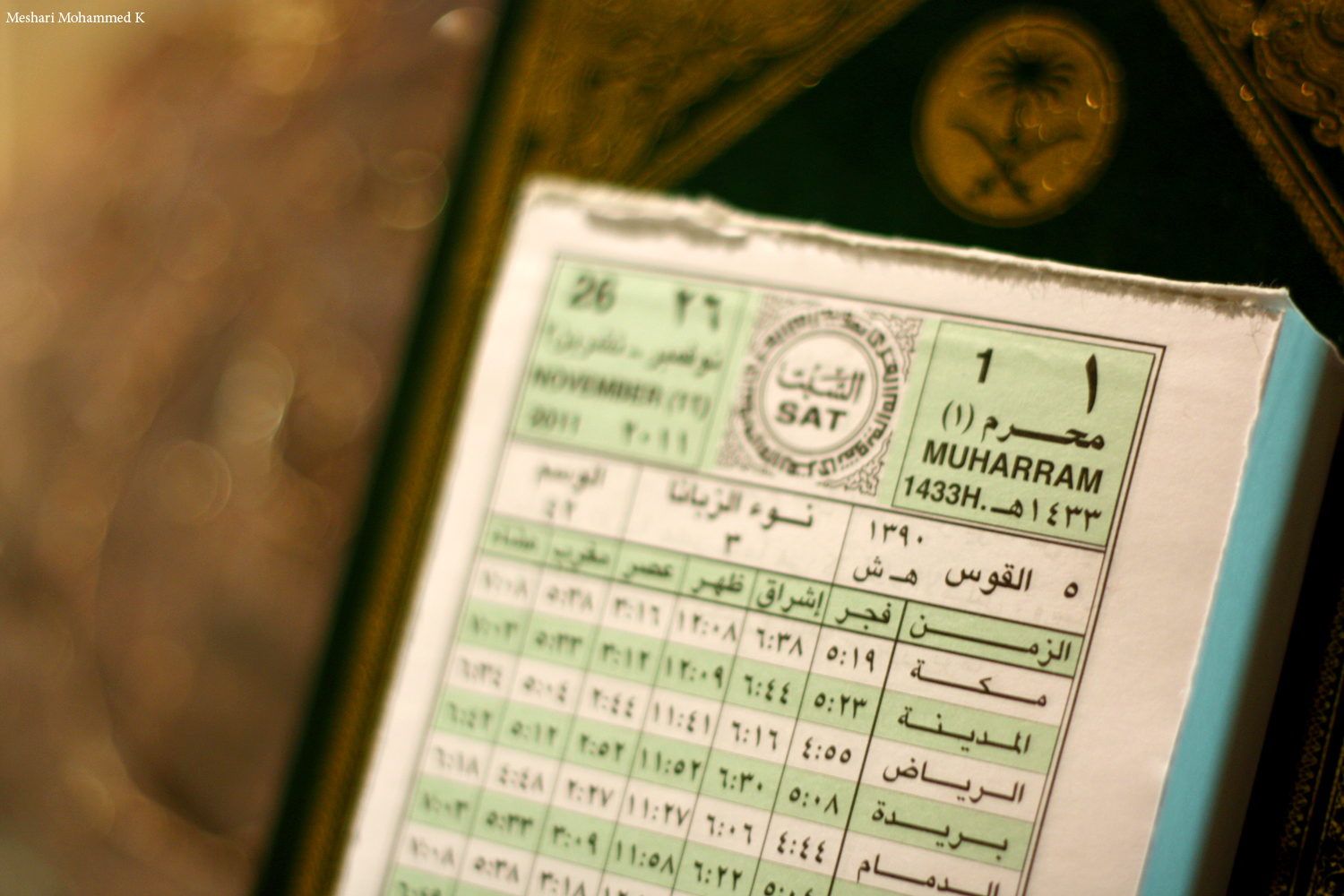
تقویم هجری

ربیع‌الثانی یا ربیع‌الآخر (به عربی: رَبِيعُ الْآخِر) چهارمین ماه از ماه‌های قمری است.
ربیع به معنی بهار از ماده رَبع می‌باشد. 
علت این که به این ماه ربیع گفته می‌شود این است که در فصل بهار گیاهان تر و تازه‌اند و نامگذاری این ماه در فصل بهار رخ داده است.